# Franck Signorino
Franck Signorino, né le 19 septembre 1981 à Nogent-sur-Marne (Val-de-Marne), est un footballeur français qui évolue au poste de défenseur latéral gauche de 2000 à 2017.

## Biographie

### Préformation à Clairefontaine

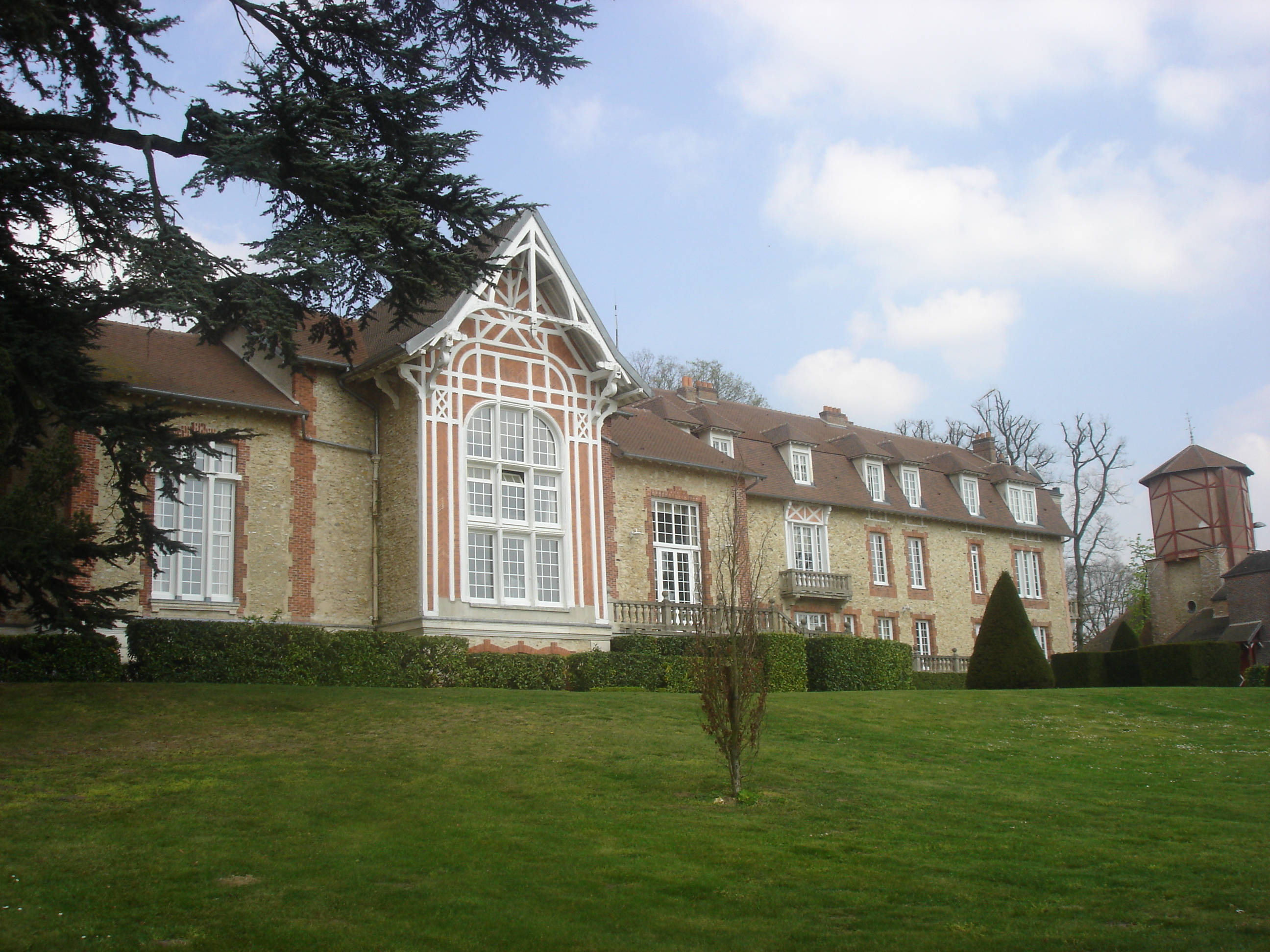
Franck Signorino ne passe qu'un an à l'INF Clairefontaine.

Franck Signorino est né à Nogent-sur-Marne. Il débute dans le football à cinq ans et demi dans sa ville natale. Sa vitesse, sa vivacité et son pied gauche attisent rapidement les convoitise du FC Metz, qui lui fait signer un contrat de non sollicitation à douze ans.
Il intègre l'INF Clairefontaine en 1995 mais est renvoyé au bout d'un an. Il rejoint à quinze ans le centre de formation messin. Il évolue ailier ou milieu gauche en fonction des besoins.

### Débuts professionnels à Metz
En 1999, la carrière de Franck Signorino est remise en cause par une fracture du tibia suivie d'une mononucléose. Il perdra presque un an en raison de ses problèmes physiques. Côté école, après avoir obtenu un Bac ES, il s'inscrit en IUT technique de commercialisation et obtient son diplôme en 2004.
Entre-temps, il ne baisse pas les bras pour le football et est récompensé le 2 février 2002. Gilbert Gress, cherchant un remplaçant à l'arrière gauche Philippe Gaillot, l'appelle au centre de formation pour faire le déplacement à Gerland avec le FC Metz (à ce moment proche de la descente en D2). Son duel avec Govou se passe relativement bien et il ne quitte plus l'équipe professionnelle de Metz.
Il s'impose alors comme un pilier de l'équipe au poste de latéral gauche. Il signe un contrat avec Metz jusqu'en 2005 et est également un des joueurs les plus populaires chez des supporters grenats. Au début de l'année 2002, il découvre le bonheur de la sélection en équipe de France des moins de 20 ans. En avril 2002, il est retenu par Raymond Domenech mais cette fois en équipe de France espoirs pour affronter l'Islande. En 2003 il est élu dans l'équipe type de Ligue 2 aux Oscars du football.

### Départ pour Nantes
En juin 2005, recruté par Robert Budzynski, Franck Signorino signe un contrat avec le FC Nantes pour quatre ans. Pour lui, ce départ en Loire-Atlantique doit lui permettre de « franchir un palier », découvrir de nouvelles perspectives en Ligue 1, jouer les premières places du championnat plutôt que de lutter pour le maintien, et vivre des expériences inédites comme les matches européens de Coupe Intertoto. Malheureusement pour lui, c'est un changement d'époque pour le club nantais : l'encadrement technique est remplacé. Les Canaris terminent à une médiocre 14e place. Mickaël Landreau, Jérémy Toulalan ou Pascal Delhommeau quittent le club. Nantes est relégué en Ligue 2 à l'issue de la saison 2006-2007. Le 19 mai 2007, sur RMC, le joueur avoue avoir des contacts avec d'autres clubs et une envie de partir de Nantes.

### Exil en Espagne
C’est ainsi qu’en juillet 2007, il signe pour une durée de quatre ans avec le Getafe CF, le club de la banlieue de Madrid. Ce transfert rapporte environ 1,5 million d’euros au FC Nantes. Une fois sur place il se heurte aux exigences d’un entraineur qui ne lui accorde pas sa confiance et passe la majeure partie de son temps sur le banc. Rarement utilisé en championnat, il suit toutefois de près les campagnes européennes et de Coupe du roi qui lui permettent d’exprimer ses pleines capacités sur le terrain. Getafe ira jusqu'en finale de la coupe d’Espagne.
La fin de saison 2008 est éprouvante avec deux fractures coups sur coup : une en fin de saison et l’autre lors du stage de préparation à Athènes. En octobre 2008, Signorino suit une rééducation intensive afin de revenir au plus haut niveau. Il avouera plus tard avoir pensé à arrêter sa carrière. En janvier 2010, il est prêté en deuxième division pour six mois au FC Cartagena. De retour, il rompt son contrat avec le Getafe CF.

### Rebond en Belgique puis retour en France

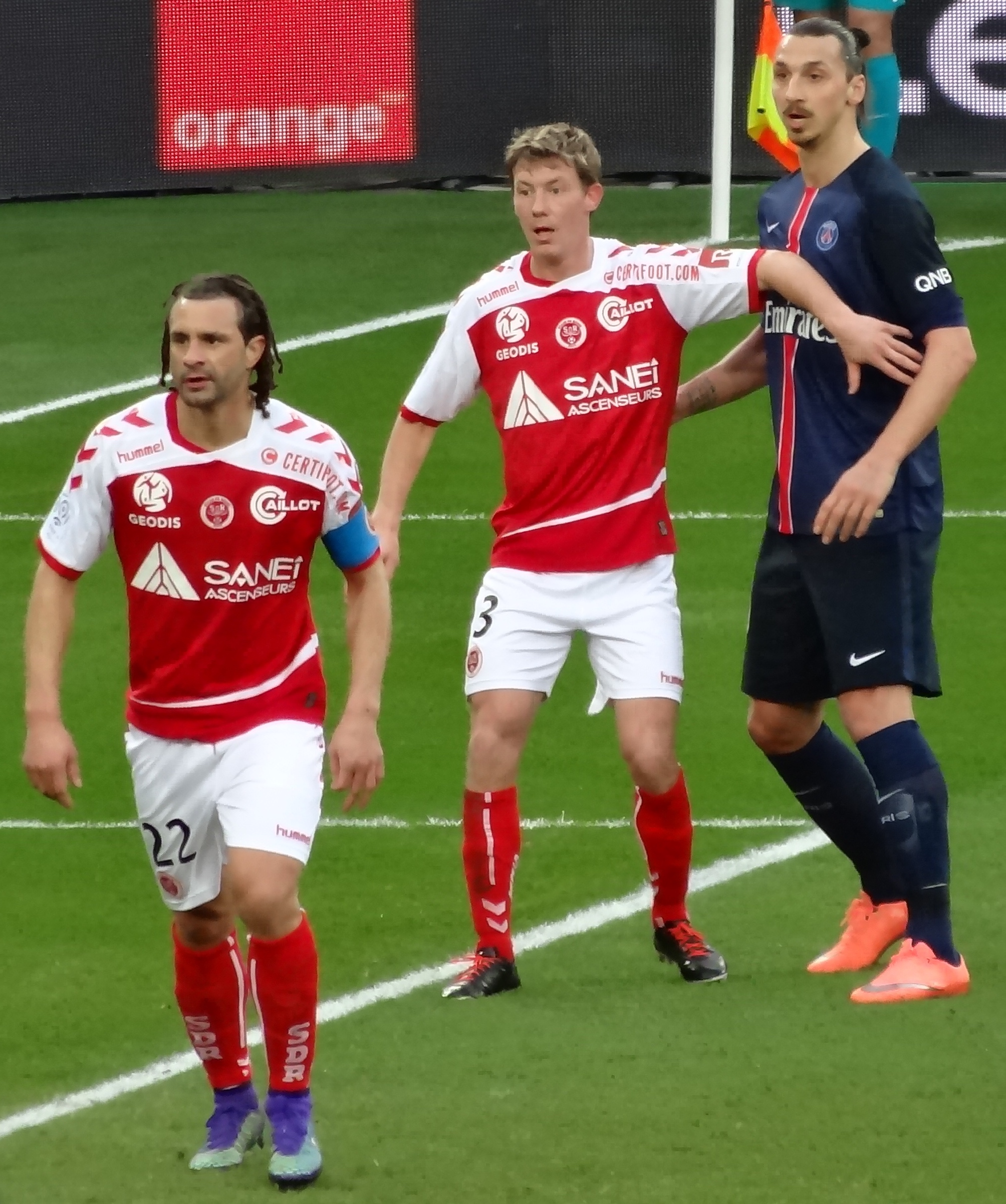
Tacalfred et Signorino face à Ibrahimović en 2016.

Libre de contrat, Franck Signorino va rebondir dans le championnat belge. Le 10 décembre 2010, il se lie au Sporting de Charleroi, lanterne rouge du Championnat belge, jusqu'à la fin de la saison. Son challenge est double : tenter de maintenir son club en première division, et se faire remarquer. Charleroi est relégué en seconde division mais Signorino est un titulaire indiscutable pendant ses six mois au club.
Le 5 septembre, libre de tout contrat depuis le 30 juin 2011, Signorino signe au Stade lavallois pour un an, après avoir participé au stage estival de l'UNFP destiné aux joueurs sans contrat. Il devient titulaire au poste de latéral gauche et retrouve le plaisir de jouer au football. En janvier 2020, il sera désigné dans le onze type de la décennie par la rédaction sportive de Ouest-France Laval.  
Puis il rejoint le Stade de Reims promu en Ligue 1, après avoir refusé la proposition de prolongation lavalloise. En mai 2016, après quatre années passées dans l'élite, Reims est relégué en Ligue 2. Aventure à laquelle il ne prendra pas part. Alors âgé de 34 ans, il veut se lancer un dernier défi avant de prendre sa retraite. En janvier 2020, le magazine France Football le désignera dans l'équipe type de la décennie du Stade de Reims.  

### Fin de carrière à Metz
Le 27 mai 2016, en fin de contrat avec le Stade de Reims, il revient au FC Metz, qui retrouve la Ligue 1 un an après l'avoir quittée, pour une saison. Il décide de mettre fin à sa carrière le 21 janvier 2018.

### Engagements syndicaux
Lors de la saison 2014-2015, Franck Signorino est délégué syndical de l'UNFP au sein de son club du Stade de Reims. Il occupe de nouveau cette fonction à Metz.
Il est membre du comité directeur de l'UNFP de 2016 à 2018. Depuis l'arrêt de sa carrière de joueur en janvier 2018, il travaille au sein de l'UNFP, comme délégué à l'engagement sociétal des footballeurs professionnels.

## Statistiques
| Saison                | Club                  | Championnat           | Championnat | Championnat | Coupe nationale | Coupe nationale | Coupe de la Ligue | Coupe de la Ligue | Compétition(s) continentale(s) | Compétition(s) continentale(s) | Compétition(s) continentale(s) | Total | Total |
| Saison                | Club                  | Division              | M.          | B.          | M.              | B.              | M.                | B.                | Comp.                          | M.                             | B.                             | M.    | B.    |
| 2000-2001             | FC Metz               | Ligue 1               | 0           | 0           | 0               | 0               | 0                 | 0                 | -                              | -                              | -                              | 0     | 0     |
| 2001-2002             | FC Metz               | Ligue 1               | 13          | 0           | 0               | 0               | 0                 | 0                 | -                              | -                              | -                              | 13    | 0     |
| 2002-2003             | FC Metz               | Ligue 2               | 28          | 0           | 5               | 0               | 4                 | 0                 | -                              | -                              | -                              | 37    | 0     |
| 2003-2004             | FC Metz               | Ligue 1               | 34          | 0           | 1               | 0               | 2                 | 0                 | -                              | -                              | -                              | 37    | 0     |
| 2004-2005             | FC Metz               | Ligue 1               | 36          | 1           | 2               | 0               | 1                 | 0                 | -                              | -                              | -                              | 39    | 1     |
| Sous-total            | Sous-total            | Sous-total            | 111         | 1           | 8               | 0               | 7                 | 0                 | -                              | -                              | -                              | 126   | 1     |
| 2005-2006             | FC Nantes             | Ligue 1               | 33          | 1           | 4               | 0               | 2                 | 0                 | -                              | -                              | -                              | 39    | 1     |
| 2006-2007             | FC Nantes             | Ligue 1               | 27          | 0           | 3               | 0               | 1                 | 0                 | -                              | -                              | -                              | 31    | 0     |
| Sous-total            | Sous-total            | Sous-total            | 60          | 1           | 7               | 0               | 3                 | 0                 | -                              | -                              | -                              | 70    | 1     |
| 2007-2008             | Getafe CF             | Liga                  | 5           | 0           | 3               | 0               | 0                 | 0                 | C3                             | 5                              | 0                              | 13    | 0     |
| 2008-2009             | Getafe CF             | Liga                  | 0           | 0           | 0               | 0               | 0                 | 0                 | -                              | -                              | -                              | 0     | 0     |
| 2009-2010             | Getafe CF             | Liga                  | 0           | 0           | 0               | 0               | 0                 | 0                 | -                              | -                              | -                              | 0     | 0     |
| Sous-total            | Sous-total            | Sous-total            | 5           | 0           | 3               | 0               | 0                 | 0                 | -                              | 5                              | 0                              | 13    | 0     |
| 2009-2010             | FC Cartagena (prêt)   | Segunda División      | 12          | 0           | 0               | 0               | 0                 | 0                 | -                              | -                              | -                              | 12    | 0     |
| Sous-total            | Sous-total            | Sous-total            | 12          | 0           | 0               | 0               | 0                 | 0                 | -                              | -                              | -                              | 12    | 0     |
| 2010-2011             | Royal Charleroi SC    | Jupiler Pro League    | 11          | 0           | 4               | 0               | 0                 | 0                 | -                              | -                              | -                              | 15    | 0     |
| Sous-total            | Sous-total            | Sous-total            | 11          | 0           | 4               | 0               | 0                 | 0                 | -                              | -                              | -                              | 15    | 0     |
| 2011-2012             | Stade lavallois       | Ligue 2               | 30          | 0           | 2               | 0               | 0                 | 0                 | -                              | -                              | -                              | 32    | 0     |
| Sous-total            | Sous-total            | Sous-total            | 30          | 0           | 2               | 0               | 0                 | 0                 | -                              | -                              | -                              | 32    | 0     |
| 2012-2013             | Stade de Reims        | Ligue 1               | 22          | 0           | 0               | 0               | 1                 | 0                 | -                              | -                              | -                              | 23    | 0     |
| 2013-2014             | Stade de Reims        | Ligue 1               | 25          | 1           | 0               | 0               | 0                 | 0                 | -                              | -                              | -                              | 25    | 1     |
| 2014-2015             | Stade de Reims        | Ligue 1               | 26          | 0           | 1               | 0               | 0                 | 0                 | -                              | -                              | -                              | 27    | 0     |
| 2015-2016             | Stade de Reims        | Ligue 1               | 23          | 0           | 0               | 0               | 0                 | 0                 | -                              | -                              | -                              | 23    | 0     |
| Sous-total            | Sous-total            | Sous-total            | 96          | 1           | 1               | 0               | 1                 | 0                 | -                              | -                              | -                              | 98    | 1     |
| 2016-2017             | FC Metz               | Ligue 1               | 17          | 0           | 2               | 0               | 0                 | 0                 | -                              | -                              | -                              | 19    | 0     |
| Sous-total            | Sous-total            | Sous-total            | 0           | 0           | 0               | 0               | 0                 | 0                 | -                              | -                              | -                              | 0     | 0     |
| Total sur la carrière | Total sur la carrière | Total sur la carrière | 325         | 3           | 25              | 0               | 11                | 0                 | -                              | 5                              | 0                              | 366   | 3     |